# Libres, San Sebastián Tlacotepec
Libres är en ort i Mexiko.   Den ligger i kommunen San Sebastián Tlacotepec och delstaten Puebla, i den sydöstra delen av landet, 270 km sydost om huvudstaden Mexico City. Libres ligger 1 419 meter över havet och antalet invånare är 178.
Terrängen runt Libres är bergig åt nordost, men åt sydväst är den kuperad. Runt Libres är det ganska tätbefolkat, med 120 invånare per kvadratkilometer. Närmaste större samhälle är Huautla de Jiménez, 14,5 km söder om Libres. I omgivningarna runt Libres växer i huvudsak städsegrön lövskog.